# Michael Lynch (Politiker)
Michael Lynch (* 25. August 1934 im County Meath; † 21. Mai 2019 in Navan, County Meath) war ein irischer Politiker der Fianna Fáil. Von Februar bis November 1982 und von 1987 bis 1989 war er Teachta Dála (Abgeordneter) im Dáil Éireann, dem Unterhaus des irischen Parlaments. Von 1983 bis 1987 war er Mitglied des Seanad Éireann.

## Biografie
Lynch versuchte bei den Wahlen zum Dáil Éireann 1977 und 1981 im Wahlkreis Meath in den Dáil einzuziehen. Dies gelang ihm erst mit den Wahlen im Februar 1982; jedoch verlor er den Sitz schon bei den Wahlen in den November 1982. Er wurde stattdessen über die Verwaltungsliste im Februar 1983 in den Seanad Éireann gewählt. Bei den Wahlen 1987 gelang es ihm, den Sitz wieder zu erringen. Doch schon bei den Wahlen 1992 ging ihm der Sitz wieder verloren. Er trat dann bei den Kommunalwahlen 1999 an und wurde für den Bezirk Kells in den Meath County Council gewählt. Den Erfolg konnte er 2004 wiederholen.
Michael Lynch betrieb einen Pub (Ceili House) in Oldcastle und war mit Maureen verheiratet und hatte mit ihr zwei Söhne und zwei Töchter.